# Campanya del Kurdistan i l'Iraq Arabí (1393)
La campanya del Kurdistan de 1393 foren les operacions militars realitzades per Tamerlà o pels seus nets i amirs a la regió del Kurdistan i centre i sud de l'Iraq Arabí durant el 1393.

## Kurdistan, comarca de Derbent
Muhammad Sultan havia estat enviat a Kurdistan, a la comarca de Derbent. Després de matar a molts i com a exemple uns set-cents guerrers kurds foren apressats i tirats des de dalt d'una muntanya. A partir d'aquell moment la resistència fou molt escassa. Assegurada tota la zona el príncep va tornar per Derbent Tashi Khatun (o Demur Kapi) cap a l'Iraq Arabí on el seu avi l'esperava.

## Tikrit
Tamerla va saber que a Tikrit (o Tekrit), una ciutat considerada gairebé impregnable, s'havien refugiat bandits, rebels i sediciosos des de feia temps i atacaven a les caravanes, especialment a les que anaven o venien d'Egipte i Síria i no solament les robaven sinó que mataven als viatgers i que cap governant ho havia pogut evitar. Timur va enviar una expedició tenint al capdavant al príncep genguiskhànida txagataïda Burhan Aghlan i a Yaik Sufi, Jalal Hamid, Shah Malik i Said Khoja, que va anar a assetjar Tikrit.
Tamerlà va abandonar Bagdad el 8 de novembre; va deixar a la ciutat a l'amir Osman Abas, que havia estat ferit en un combat i va rebre una pensió de mil dinars. Tamerlà va acampar a la tomba de Shaykh Bahlul. Va enviar per davant al seu fill Xah Rukh i va avançar durant un dia, després va pujar pel Tigris i va desembarcar a la nit; va dormir a la vora del riu i l'endemà va seguir per terra arribant a un llac anomenat el Gran Llac (llac Therthar) on va acampar; al dia següent va acampar a Anna i al dia següent a Lekharma. El 14 de novembre de 1393 era a Harbi i al dia següent a Bandasar on va fer nit; al dia següent era a Ghez Setani; allí van fer una cacera de lleons (que eren abundants al país) i se’n van caçar cinc. El 17 de novembre va arribar a Tikrit i va ordenar començar l'atac.
En aquest moment van acudir el príncep Yarali de Mossul i el Shaik Ali Oirat d'Arbela que es van postrar als peus de Timur i li van oferir regals (9 de cada segons la tradició). Però Tikrit seguia resistint i Timur va ordenar la seva captura a tot preu; Tikrit havia estat construïda a la vora del Tigris (el Dedgele àrab) pels sassànides en una zona rocosa i fortificada al llarg dels anys de manera que era molt difícil d'accedir-hi; la fortalesa estava al punt mes alt de la roca; el cap de la fortalesa era Hassan Tikriti, que al saber de l'arribada de Timur li va enviar al seu germà menor que ell, per oferir la seva submissió i els seus servis; va també portar alguns regals i fou ben rebut i se’l va deixar tornar per dir al seu germà que havia de presentar-se com un valent i que no tenia res a témer, però Hassan no se’n va refiar i va decidir resistir. Durant tres dies la fortalesa va estar sota atac i finalment Hassan va enviar a la seva mare a intercedir per ell; la mare portava regals i la oferta d'entregar al germà i fill de Hasan com a ostatges; Timur va accedir a perdonar a Hassan a condició de sortir, sinó el feia responsable de tota la sang que es vessaria; això va inquietar a la mare i després a Hassan quan ho va saber, i va decidir no sortir. El setge avançava, ja estaven a la vora de les muralles i havien enderrocat una torre obligant a evacuar el terreny a la rodalia. Fins a 72.000 homes participaven al setge que anava progressant. Hassan, veient que la caiguda era imminent, va enviar un ambaixador per confessar la seva culpa i Timur va respondre que només el perdonaria si sortia; l'endemà Hasan va enviar un missatger a Xah Rukh per demanar la seva protecció i la seva intercessió que el príncep li va prometre; li va enviar al seu germà per exposar la seva angoixa i la sincera voluntat d'ell i tots els assetjats d'obeir lleialment a Timur; Xah Rukh va portar al germà a Timur que va reiterar que si Hassan no anava en persona no el perdonaria i el va reenviar a la fortalesa; els dos germans i altres van acordar que era millor no rendir-se i combatre fins al final. El 3 de desembre els miners de Timur van aconseguir enderrocar les muralles i el 8 de desembre la conquesta es va consumar. El defensors van ser massacrats.

## Iraq Arabí
El 14 de desembre Timur va tornar a Harbi on va organitzar una cacera. Allí va anar Muhammad Sultan que venia de Wasit; Mubashir Bahadur i Arghun Shah que venien de l'altre costat del Tigris; Miran Shah que havia anat a Hilla i a Bàssora i venia d'aquesta darrera (on havia deixat el govern a Malek Sarbadar, antic rebel ara al seu servei); Yadghiar Barles i Jahan Shah Jaku que van arribar junts; Muhammad Dervix Barles, Ismail Barles i Shaikh Ali Marghub, que venien d'un altra ruta; tots ells havien establert les lleis de Genguis Kan a l'Iraq Arabí i havien imposat la obediència als caps de tribu i prínceps, matant molts àrabs sobretot als que atacaven caravanes de pelegrins, i saquejant els seus territoris. El darrer en arribar fou l'amir Osman Bahadur, ja recuperat de les seves ferides, que portava tot l'equipatge imperial.

## Amabaixada al sulta mameluc Barquq (1393)
Timur va decidir per aquest temps enviar una ambaixada al sultà mameluc Barquq dirigida pel reconeguda expert diplomàtic Shaykh Sawa, per oferir un acord d'amistat i bon veïnatge. Aquesta iniciativa responia segurament a que Timur va saber que Toktamix estava reunint un altre exèrcit i estava buscava una aliança amb el sultà Barsuq d'Egipte.